# Cap de Serdtse-Kamen
El Cap Serdtse-Kamen (en rus: мыс Сердце-Камень, Serdtse-Kamen, traduit literalment com el "Cap del Cor de Pedra") és un penyal a la costa nord-est del Districte autònom de Tkukotka, a la Federació Russa. Està situat a uns 140 km a l'oest del Cap Dejniov, a 120 km a l'est de la Badia de Koliutxin i a uns 30 km a l'est de la Llacuna de Neskenpilguin. Molt a prop d'aquest cap s'hi troba situat el poble d'Enurmino.
El cap Serdtse-Kamen és una accident geogràfic situat a l'est de la costa del mar dels Txuktxis, el qual s'inclina cap al sud-est, fins a l'Estret de Bering.
En llèngua txuktxi, el cap s'anomena Пыттэлгыянраквын (Pittelguianrakvin) que significa "una pedra separada a l'extrem d'una capa allargada"

## Història
Descobert en 1728 per Vitus Bering, va rebre aquesta denominació a causa que Gerhard Friedrich Müller va consignar erròniament aquest nom, sent aquest el nom amb el qual s'anomenava el penyal ubicat a l'entrada de la badia de Kresta. Mantenint l'error, el nom també va ser reportat en els mapes de James Cook el 1778.
El naufragi del vaixell de vapor soviètic Txeliuskin va tenir lloc el 1934 durant la seva exploració pionera de la ruta del Mar del Nord. Fou descobert el 2006 a una profunditat d'uns 50 metres, no gaire lluny del cap. El poble de Uelén, l'assentament més oriental de Rússia, es troba a 150 km al sud-est del Cap de Serdtse-Kamen, al llarg de la costa.

## Fauna
L'àrea al voltant d'aquest penyal és un hàbitat natural per l'albatros de cua curta (Phoebastria albatrus). Les balenes de Groenlàndia són freqüentment albirades en les aigües del cap Serdtse-Kamen. Un gran nombre de morses s'han observat en repòs a la costa i a les aigües adjacents a aquest cap durant la tardor.
El 2009, científics van registrar la colonia de morses del Pacífic més gran del món, reunint-se un total de 97 mil exemplars.
A les roques hi haviten petites colònies d'ocells marins com el gavinot hiperbori, el corb marí pelàgic o el fraret banyut.